# Стјебњицка Хута
Стјебњицка Хута (слч. Stebnícka Huta) насељено је мјесто са административним статусом сеоске општине (слч. obec) у округу Бардјејов, у Прешовском крају, Словачка Република.

## Становништво
| Година:    | 1994. | 2004.   | 2014.   | 2024.    |
| ---------- | ----- | ------- | ------- | -------- |
| Број људи: | 242   | 253     | 234     | 194      |
| Разлика:   |       | +4,54 % | -7,50 % | -17,09 % |

| Година:    | 2023. | 2024. |
| ---------- | ----- | ----- |
| Број људи: | 194   | 194   |
| Разлика:   |       | +0 %  |

Према подацима о броју становника из 2024. године насеље је имало 194 становника.